# Johann von Köppen (Jurist, 1531)

Bildnis Johann von Köppen nach Martin Friedrich Seidels Bilder-Sammlung

Johann Köppen, ab 1571 Johann von Köppen (* 1531 in Treuenbrietzen; † 15. Juli 1611 in Berlin) war ein brandenburgischer Jurist. „clarissimus vir - ein hochangesehener Mann“. Sohn des Bürgermeisters von Treuenbrietzen Benedict I. Köppen und Anna Köppen, geb. Raven. Sein Großvater Andreas Köppen war ein angesehener, brauberechtigter Bürger Treuenbrietzens. 1561 erfolgte seine Hochzeit mit der gleichaltrigen Barbara Heß, geb. 1530 in Frankfurt/Oder, die Tochter des damaligen Universitätsprofessors, eines in Frankfurt wohlbekannten Geschlechts. Gemeinsam hatte das Paar 6 Söhne und 3 Töchter. Der Sohn Johann Köppen der Jüngere wurde ebenfalls Jurist.

## Leben
Johann Köppen erwirbt die professionem iuris, die Doktorwürde beider Rechte in Frankfurt/Oder. Ab 1560 ist er anschließend Ordinarius der Juristenfakultät (Lehrstuhlinhaber) an der Einrichtung, an der er seine Doktorwürde erzielte. Dr. Johann Köppen sen. wurde 1564 Rat beim Markgrafen Johann von Küstrin (1513 – 1571) dem Bruder von Joachim II. Hector (1505 – 1571). Ab diesem Zeitpunkt ist er für den „Marggraf Johannes von Cüstrin in Bestallung“ (einsetzen in ein Amt). 1566 holt der Kurfürst Joachim II. Hector (Kurfürst von 1535 – 1571) Dr. Johann Köppen nach der Residenzstadt Berlin, weil er die großen Vorzüge und das umfassende Wissen des Dr. Johann Köppen erkannt hat. Dr. Johann Köppen sen. wird vortragender Rat. Als der Kurfürst Joachim II. 1571 stirbt übernimmt sein Sohn Johann Georg den Treuenbrietzener Bürgersohn Dr. Johann Köppen sen. unter gleichzeitiger Beförderung zum geheimen Kammer- oder Kabinettsrat.
Durch den Kaiser des Heiligen Römischen Reiches und König über Teile der Habsburger Monarchie von Böhmen und Ungarn, Rudolph II. (1552 – 1612), wurde der tüchtige Jurist und gewandte Wortführer Dr. Johann Köppen und seine „Deszendenten“ (lat. für Nachkommen, das Absteigende) 1571 in den erblichen Adelsstand erhoben, sogenannter Briefadel. Der nobilitierte Diplomat ist das typische Beispiel einer aufkommenden Adelsschicht, des Beamtenadels.
Die Berliner Familie Reiche (Ryke) verkaufte 1571 zunächst eine Hälfte des Dorfes Rangsdorf mit allen Rechten an den Kammerrat Dr. Johann von Köppen sen. 1586 kaufte er auch die andere Hälfte von Henning Reiche dazu.
Die Stiftung von Benedikt II. und Dr. Johann von Köppen 1574 in Treuenbrietzen wurde am 8. September vom Markgraf und Kurfürsten Johann Georg von Brandenburg landesherrlich bestätigt. Die „Köppensche Stiftung“ ging von beiden Brüdern aus. Beide gaben eine gewisse Geldsumme und Grundstücke, die sie zu Treuenbrietzen besaßen, zur Verfügung mit einem Jahreszins von 60 Gulden. Gleichzeitig wurden sie durch ihre Schwestern von Treuenbrietzen aus unterstützt.
Dr. Johann von Köppen sen. erwirbt 1575 den acht Hufen großen „Hahnenhof“ in Tempelhof. Der umfangreiche Besitz aus Wohnhaus, Garten, Fischerei, Holzung, Weinberg, Land und Wiesen wurde der Tummelplatz der inzwischen großen Familie. Mit dem Erwerb des Grundbesitzes vom Tempelhof und Rangsdorf beginnt eine umfangreiche Güterpolitik, die viele Jahrzehnte anhält.
1588 „errichten die Brüder Benedikt II. und Johann I. von Köppen und ihre Schwestern Dorothea, Bernhard Frebens, Ottilie, Merten Bochows, Anna, Orban Bütners eheliche (bei Pichon ehrliche) Hausfrauen und Catharina, Hans Lehmanns Hausfrau sehlige eine Tafel in der St. Marienkirche für Andreas Köppen und Gertrudtt Wesenberger.“ 1594 entwarf Dr. Johann von Köppen sen. ein neues Landrecht für die Kur- u. Neumark.
Die Entdeckung des Jahres 2020!
Am 15. Juli 1611 starb der achtzigjährige Dr. Johann von Köppen sen. in Berlin nach einem arbeitsreichen Leben. Augenscheinlich wurde durch Zufall das Grab des Dr. Johann von Köppen sen. in Rangsdorf gefunden, das im Jahr 2021 stattliche 410 Jahre existiert. Die beiden Autoren Rothen/Gärtner stritten sich nun, wer auf die Idee kam, die Doppelgruft in der ev. Kirche dem Dr. Johann von Köppen sen. zuzuschreiben. Sie einigten sich, beide im Gespräch denselben Gedanken HSE gehabt zu haben, H(ic) S(itus) E(st) – liegt hier.
Wappen: "Gespalten, vorn in Gold Kinderkopf, hinten in Rot goldgebundene blaue Lilie, goldene Kette mit Kleinod am Helmhals, auf der rotblauen Helmwulst der Kinderkopf wie im Schild belegt, Helmdecken oben in Blau, unten in Rot."
Nach einer erneuten Nobilitierung der Nachfolger wurde folgendes Wappen kreiert: „Gespalten, rechts in Silber ein gekrönter golden-bewehrter schwarzer Adlerkopf samt Hals, links geteilt, oben in Gold ein Mohrenkopf mit einer Perlenschnur um den Hals, unten in Blau eine goldene (silberne?) Lilie.“
Hier 4 ausgewählte Arbeiten von Johann von Köppen sen., davon 1. – 3. aus dem Bestand der Bayerischen Staatsbibliothek und die 4. aus der Thüringer Universitäts- und Landesbibliothek Jena:
1. Dn. Johannis Köppen In Rangesdorff [...] Decisiones : In quibus Quaestiones illustres in Germania quotidie occurrentes, & ad praxin Iuris communis, Saxonici, et consuetudinarii Marchiae accommodatae pertractantur & deciduntur. Una cum Indice Materiarum & rerum 2. Decisiones Qvaestionvm Illvstrivm In Germania Qvotidie Occvrentivm : Ex Fontibvs Ivris Et Receptioribus Doctorum conclusionibus congestae [...] ; Accesservnt Qvaestionibvs Singvlis sua summaria & tandem Calci operis index materiarum locupletißimus
3. Johannis Köppen, Senioris, J.U. Doctoris [...] Decisiones : In quibus Quaestiones illustres in Germania quotidie occurrentes, & ad praxin Iuris communis, Saxonici & consuetudinarii Marchiae accommodatae pertractantur & deciduntur [...].
4. Johannis Köppen, Senioris, I.U. Doctoris [...] Decisiones
Sein zehn Jahre älterer Bruder Benedict II. (1521 geboren) ging von Magdeburg aus als Secretarius und Protonotar (höhergestellter Notar in der Kanzlei der Stadt) nach Lüneburg. Er wird dort 1553 Sülfmeister (Salzsiedeberechtigter mit mind. 4 Pfannen) und 1560 wird er Ratsverwandter (Mitglied des beratenden Gremiums der Stadt, Ratsherr). Benedict II. war der Freund und Förderer des ev. Theologen Martin Chemnitz (1522–1586). Die Altmark, Niedersachsen und die Städte Magdeburg, Frankfurt/Oder und Lüneburg spielen in der Familie derer von Köppen eine große Rolle.